# NGC 4372
NGC 4372 (również GCL 19 lub ESO 64-SC6) – gromada kulista znajdująca się w gwiazdozbiorze Muchy. Odkrył ją James Dunlop 30 kwietnia 1826 roku. Znajduje się w odległości ok. 18,9 tys. lat świetlnych od Słońca oraz 23,2 tys. lat świetlnych od centrum Galaktyki.